# Cornucopiae
- Commons
- Wikispecies

Cornucopiae L. é um género botânico pertencente à família Poaceae, subfamília Pooideae, tribo Aveneae.
Suas espécies ocorrem na Europa e regiões temperadas da Ásia.
Na classificação taxonômica de Jussieu (1789), Cornucopiae é um gênero botânico,  ordem  Gramineae,  classe Monocotyledones com estames hipogínicos.

## Espécies
- Cornucopiae alopecuroides L.
- Cornucopiae altissima Walter
- Cornucopiae cucullatum L.
- Cornucopiae hyemalis Walter
- Cornucopiae involucratum (Post) Mez
- Cornucopiae perennans Walter

## Classificação do gênero
| Sistema | Classificação                   | Referência               |
| ------- | ------------------------------- | ------------------------ |
| Linné   | Classe Triandria, ordem Digynia | Species plantarum (1753) |